# S.O.B. (песня)
«S.O.B.» (Son of a bitch) — песня, записанная американской рок-группой Nathaniel Rateliff & the Night Sweats, и выпущенная как первый сингл из дебютного студийного альбома Nathaniel Rateliff & the Night Sweats.

## История
Премьера песни в живом исполнении состоялась 5 августа 2015 года на вечернем ТВ-шоу The Tonight Show американского телеведущего и актёра Джимми Фэллона.
Музыкальное видео появилось 15 июля 2015. Его продюсером была Melissa Gile, а режиссёром и редактором Greg Barnes. В этом клипе группа Натаниэля Рейтлиффа выступает перед аудиторией в тюрьме для своих собратьев по несчастью — заключённых, а в целом клип служит посвящением последней сцене из известного фильма 1980 года «Братья Блюз».
Песня получила положительные отзывы музыкальной критики и интернет-изданий.
Журнал Rolling Stone включил песню «S.O.B.» в свой итоговый Список лучших песен 2015 года (поставив её на позицию № 19 в «Best songs of 2015»).

## Чарты
| Чарты (2015)                                        | Высшая позиция |
| --------------------------------------------------- | -------------- |
| Канада (Canadian Hot 100)                           | 43             |
| Ирландия (IRMA)                                     | 58             |
| Швейцария (Schweizer Hitparade)                     | 18             |
| Великобритания UK Singles (Official Charts Company) | 183            |
| США US Hot Rock Songs (Billboard)                   | 8              |
| США Rock Airplay (Billboard)                        | 3              |
| США Alternative Songs (Billboard)                   | 3              |
| США Mainstream Rock (Billboard)                     | 18             |
| США Adult Alternative Songs (Billboard)             | 1              |